# Isa Dobles
Isabel Cecilia Oropeza (Caracas, Venezuela, 1 de junio de 1931, 20 de febrero de 2014)  fue una periodista venezolana, conductora de programas en radio y televisión, publicista y escritora de impresos. 

## Biografía
Isabel nació en plena dictadura de Juan Vicente Gómez en la ciudad de Caracas. Fue bautizada como "Isa" por el expresidente venezolano Rómulo Betancourt en virtud de su gran admiración por la actriz italiana Isa Miranda. Vale destacar que el acercamiento de Isa con el político venezolano, obedece a su amistad fraterna con los padres adoptivos de Isabel, el dirigente obrero Alejandro Oropeza Castillo (Fundador de la Central Obrera venezolana así como también de partidos políticos como el PCV, el PDN y AD) y su esposa, Margot González de Oropeza. El "bautizo" se llevó a cabo mientras vivían exiliados en Costa Rica. 
Desde muy niña se vio envuelta en persecuciones y exilios a raíz de la actividad política de su padre, siendo la primera de ellas durante el gobierno de Eleazar López Contreras y luego en la dictadura de Marcos Pérez Jiménez. El exilio los llevó por países como Costa Rica, México y los Estados Unidos; los mismos que fueron utilizados para la preparación profesional de Isa. Primeramente haciendo estudios de periodismo y luego ya casada y con tres hijos, ingresa al mundo del teatro; espacio donde fortalece su personalidad al perder el miedo escénico y presentarse ante nutridos grupos de personas.
Retornó a Venezuela en 1960 después de la dictadura perezjimenista e ingresó por un breve período a Radio Caracas Televisión. Luego durante el año 1963 se mudó a Washington para encargarse de la Dirección de Cultura de la embajada venezolana y desde allá, volvió a hacer periodismo para publicaciones venezolanas.
En 1969 volvió al país para apoyar la candidatura de Luis Beltrán Prieto Figueroa por el cual sentía un profundo respeto y admiración. Durante ese mismo año, Isa entró al mundo televisivo, espacio que la envolvió hasta el año 1980 conduciendo varios programas de entrevistas, cortes periodísticos, documentales y series históricas. Destacó igualmente en el ámbito deportivo, especialmente con el béisbol, siendo la primera periodista venezolana que hablo con propiedad del mismo.
Durante el año 1992 decidió vivir en La Habana, Cuba, donde condujo el espacio televisivo "Isa da la hora" y alguno que otro radial Al mismo tiempo, impartía clases a estudiantes de periodismo y locución. El programa "Isa da la hora", emitido a las 7 de la tarde por uno de los dos únicos canales de la televisión cubana, que es estatal, lejos de atraerle audiencia, la distanció más aún del público cubano por sus constantes y almibaradas referencias a Fidel Castro. En uno de los programas llegó a pedir a los televidentes que no le enviaran más peticiones de transmitir vídeos musicales de los cantantes José Luis Rodríguez El Puma o de Ricardo Montaner, ya que "ambos habían hablado muy mal del comandante (Fidel Castro) y que por eso ya no le gustaban y que por tanto, no esperaran los televidentes que ella los pusiera". Otra de sus ideas fue la de realizar programas de TV donde dando una especie de salto en el tiempo, entrevistaba a héroes de la revolución cubana. El público contempló estupefacto como Isa Dobles utilizaba la figura del venerado Héroe Nacional José Martí en este tipo de guiones y según comentaba el público, al actor que interpretaba a Martí solo le faltaba declarársele sentimentalmente a la Dobles. El rechazo del pueblo cubano hacia ella creció y los comentarios sardónicos no escaseaban. La gente comentaba sobre favoritismo hacia una señora extranjera rabiosamente Castrista que llegaba de la nada y se le daba un programa de TV en horario estelar. El trovador cubano Osvaldo Rodríguez llegó a componer una canción satírica en la que se mofaba de ella y le insultaba.
Se conoce sobre Isa Dobles su predilección por la política y la gastronomía. Con lo primero, estuvo ligada a personajes de varios partidos políticos venezolanos aunque nunca fue militante. De estos personajes se pueden citar como ya se mencionó a Rómulo Betancourt, Andrés Eloy Blanco, Raúl Leoni, Luis B. Prieto Figueroa, Jaime Lusinchi, Carlos Andres Pérez entre otros y, en el ámbito internacional a Fidel Castro con quien fue muy cercana; no obstante, luego fue muy crítica con él por su relación con el expresidente venezolano Hugo Chávez. Esta relación con la política, surgió desde muy joven a partir de una responsabilidad solicitada en el seno de su familia:

Mi padre, Alejandro Oropeza, y Rómulo Betancourt, gran amigo de la familia, me asignaron la responsabilidad de mantenerlos informados sobre los principales sucesos de política internacional. Así, yo tenía que estar atenta a las noticias y redactarlas en textos y titulares. Desde entonces no paré.

Esta relación con la política, la impulsó a asumir en el periodismo una entrega total e irrevente que le granjearon durante su dilatada trayectoria innumerables adeptos como detractores. Vale acotar que en el año 1993 propuso su candidatura para las elecciones presidenciales venezolanas, no obstante declinó a sus aspiraciones políticas por falta de fondos para la campaña.
En cuanto a lo segundo, fueron famosas sus hallacas así como también otras delicias gastronómicas, quienes las compartió con muchos amigos y conocidos, no solamente en Venezuela sino inclusive a nivel internacional. Esta actividad nació durante el año 1949 en Costa Rica cuando estuvo exiliada con su familia y la mantuvo con sus altas y bajas hasta el final de sus días. Sobre la cantidad que producía admitió en una entrevista lo siguiente:

Todos los años hago aproximadamente mil 800 hallacas, entre las que vendo y regalo. El año pasado tuve que hacer menos, como mil 200, por los dolores de espalda.

Su trayectoria en la televisión y la radio abarcó como productora, más de 40 años. Sus últimas producciones fueron a través del programa radial "Reencuentro de media noche" así como también por las redes sociales, a través del "Blog de Isa" y su cuenta de Twitter @Isaoropeza.
Muere en la ciudad de Caracas a los 83 años producto de una complicación que mantuvo luego de una operación de vesícula.

### Obras escritas
- 1993: Apuntes que apuntan[6]
- 2007: Personalmente Fidel[7]
- 2007: Isabel Pastora Medina[8]
- 2008: Isa Dobles: las entrevistas de la Venezuela imborrable[9]
- 2010: De compañera mi Alma.

### Programas de radio y televisión
- Nosotras las Mujeres
- 5 Minutos con Isa
- La Media Naranja
- Venezuela Vibra
- Adivina Adivinador
- Gran Reto
- Estudio Abierto
- As y Dos
- Mi Compromiso es Venezuela
- Pantalla de Plata
- Presente
- Operación Contacto
- Documentales
- Nosotros Venezuela
- Isa da la hora
- Botón de arranque
- Recuento de medianoche